# 荒木美鈴
荒木 美鈴（あらき みすず、1988年10月24日 - ）は、日本の司会者、フリーアナウンサー。株式会社カンパネラの代表取締役でもある。熊本県出身。

## 人物
熊本県に生まれ、福岡県で幼少期を過ごす。高校卒業後、イベント業界に興味を持ち、ナレーター・MCの勉強を始める。2014年に上京し現在は東京を拠点に活動している。2018年6月に結婚。
スカパー!、日本レジャーチャンネルなどでボートレース番組の司会・リポーターなどを務めるほか、趣味であるゲーム、アニメのイベント・配信番組などにも出演する。2017年より落語塾に通い始め、アマチュア落語家としての一面も持つ。

## 経歴

### 2017年
- JAEPO2017 KONAMIブース
- アニメジャパン2017 サテライトブース
- KONAMI ウイニングイレブン2017大会
- ベセスダソフトワークスE3ショーケース2017
- スクウェア・エニックス ブラウザゲーム特番
- UBI DAY 2017
- 7thKAC　エリア大会

### 2018年
- PS4版ボーダーブレイク記者発表会
- コナミBE生
- KONAMI 7th KAC 東エリア大会＆西エリア大会
- JAEPO2018 KONAMIブース
- アニメジャパン2018 サテライトブース
- セガフェス2018　ボーダーブレイクステージ
- PS4版ボーダーブレイク生放送
- 東京ゲームショウ2018 GREEブース
- FROMSOFTWARE GAMES EVENT Autumn 2018 in OSAKA
- FAITH ch.生放送
- PS4　デラシネ　発売イベント
- グラブルフェス2018 メインステージナレーション・花火大会司会
- JTBラゲッジフリートラベル×荒野行動共同キャンペーン記者発表

### 2019年
- KONAMI 8th KAC東エリア大会＆西エリア大会
- JAEPO2019 KONAMIブース
- アニメジャパン2019 サテライトブース
- セガフェス2019
- PS4版ボーダーブレイク生放送
- メガドライブミニ生放送　びっくり話
- 東京おもちゃショー2019 バンダイ・バンダイスピリッツブース
- PS4　新サクラ大戦生放送
- 東京ゲームショウ2019　タイトーブース
- メガドライブミニ生放送　おまけ話
- DMM GAMES アンセスターズレガシー日本語版お披露目イベント
- DDR ROUND1 頂上決戦2019
- ビーマニプロリーグ記者発表会

### 2020年
- DMM GAMES フロストパンク極寒体験会＠稚内
- KONAMI 9th KAC 西エリア大会
- 延岡ワイワイポプカルフェス
- JAEPO2020 KONAMIブース
- PlayStation.Blog「ヨッピーのPS Now日記」
- Youtubeチャンネル「DMM GAMES PCゲーム・コンシューマーゲーム」レギュラー出演
- 頭文字Ｄ 特別生放送
- SEGAアーケードオンラインプレゼンテーション
- ミルダム ゲームチャレンジ『Dead by Daylight』
- 東京ゲームショウ2020オンライン Microsoft
- 東京ゲームショウ2020オンライン DMM GAMES
- Call of Duty Challengers日本代表決定戦 Festival
- ミルダム×コトダマンチャレンジ
- DMM GAMES「セインツロウ・ザ・サード：リマスタード」生放送
- DMM GAMES「アウトワード」キャンプ場イベントMC
- SEGA『頭文字D THE ARCADE』公式生放送 ♯1
- ミルダム×コトダマンチャレンジ #3
- エイムズ『A.I.M.$ GANGSTA 視聴者も参加してギャングクレジットを奪い合え！』
- まんが王国新CM発表会

### 2021年
- SEGAオンライン商談会
- CoD:BOCWコミュニティ大会「美鈴杯」主催[5]
- SEGA『頭文字D THE SRCADE』公式生放送[6]
- エイムズ『A.I.M.$ GANGSTA　視聴者も参加してギフトコードを奪い合え！』 [7]
- MIldomスターオーディション特別編！公認配信者vsチャレンジャー [8]
- 「コール オブ デューティ プロ対抗戦」SPRINGシーズン 第1回 [9]「コール オブ デューティ プロ対抗戦」SPRINGシーズン 第2回 「コール オブ デューティ プロ対抗戦」SPRINGシーズン 第3回
- KONAMI BEMANI PRO LEAGUE 2021 ドラフト会議
- 「コール オブ デューティ プロ対抗戦」SPRINGシーズン 第4回 / ファイナル
- Call of Duty: Mobile ”CoDMマスターズ Episode.0” 【CoDモバイル】
- 4月～ 共闘ことばRPG コトダマン公式生放送レギュラー出演
- 【ジェムカン】GEMS COMPANYのさらば、ラジオ。#58【さらば青春の光】
- 【BPL2021】6月～9月　ファースト＆セカンドステージ全15試合 MC
- 「コール オブ デューティ プロ対抗戦」SUMMERシーズン 第1回
- 頭文字D THE ARCADE 公式生放送＃3 夏のバージョンアップ情報公開！
- 「コール オブ デューティ プロ対抗戦」SUMMERシーズン 第2回
- 「コール オブ デューティ プロ対抗戦」SUMMERシーズン 第3回
- XFLAG PARK 2021 コトダマン生放送出演
- 「コール オブ デューティ プロ対抗戦」SUMMERシーズン 第4回/グランドファイナル
- UUUM TV「MOONSTAR Presents 脱獄ごっこ 2周年記念オンラインイベント」
- 【BPL 2021】セミファイナルステージ第1試合
- 【BPL 2021】セミファイナルステージ第2試合
- あつまれ!!HyperX部 秋の新入部員募集配信
- 【TGS2021 マイクロソフト】Tokyo Game Show 2021 Xbox Live Stream
- 【BEMANI PRO LEAGUE 2021】FINAL STAGE 決勝大会 APINA VRAMeS vs ROUND1

### 2022年
- セガ新プロジェクト発表生放送（『メガドライブミニ2』伝説を継ぐもの）
- Xbox (ハコ) 推し！ Halo 山の合戦！
- 「女性配信者にとって“肌の出し過ぎ”はドーピング」【＃Signater女子：1-1】
- 「セクハラ＆ノンデリ系のクソリプとの付き合い方」【#Signater女子：1-2】
- 【日本特別配信】総復習！Xbox & Bethesda Games Showcase 2022
- 【頭文字DAC】公式生放送#6 『新コース箱根、新車両』＆『東方コラボ第２弾』【頭文字D THE ARCADE】
- 『メガドライブミニ2』誓いの場所
- 『メガドライブミニ2』OF THE END
- SEGA Genesis Mini 2の真実　～LIKE A MEGA DRIVE MINI 2～

### 2023年
- 発表! 全メガドライブミニ2メガ投票

### ボートレース
- 日本レジャーチャンネル キャスター
- JLC NEWS ボートレースタイム 月火レギュラー
- 勝利者インタビュー
- SG中継 アナウンサー
- ピットリポート
- Abema TV ボートレース特番
- ボートレース雑誌マクールコラム連載 2014年〜
- 女子選手座談会
- 各レース場 予想会
- ABC朝日放送 ザキ山小屋 ゲスト出演
- ボートレース振興会YouTube「目指せ!ボートレーサー!!!」レギュラー出演
- ボートレーススペシャルライブ(ゲスト:プロレスラー中野たむ選手・白川未奈選手)
- ボートレーススペシャルライブ(ゲスト：女流雀士和泉由希子プロ・手塚紗掬プロ)
- ボートレーススペシャルライブ(ゲスト：泉ピン子さん・諸星和己さん)
- ボートレーススペシャルライブ(ゲスト：小柳ルミ子さん・中澤佑二さん ・河本準一さん)

ほか多数出演

### その他
- 赤坂インターシティAIR 東京インフィオラータイベント
- 谷崎鷹人ファンミーティング 司会
- 賃貸住宅フェア
- パナソニック エボルタネオ ナレーション収録
- 天神FM(現LOVE FM) DJ
- アキバ情報誌「オタポケ」コラム執筆
- セミナー司会
- 結婚式司会

ほか多数出演